# Колишня вілла Яна Невядомського
Колишня вілла Яна Нєвядомського — споруда Дрогобича, зведена у 1903 р. (дату засвідчує надпис над балконом) у стилі пізнього історизму. Будинок належав власнику пекарні на в. Війтівська Гора, банкіру, політику і бургомістру міста Яну Нєвядомському (1840 — 1914).  
Рід власника вілли Яна Нєвядомського походить від шляхетської гілки Яцка Нєвядомського (лінія Владислава Нєвядомського), якому належав так званий “одноногий герб” Прус Нєвядомських. Батько Яна Нєвядомського Антоній Нєвядомський був відомим самбірським пекарем, який до середини ХІХ сторіччя зберігав традицію ранньомодерного пекарства.  
Від серердини 80-х років ХІХ століття Ян Нєвядомський був власником невеликої пекарні у Дрогобичі. Після того, як 1900 року він придбав окрему садибу на Війтівській горі для нового приміщення пекарні, його ремесло стало найбільшим у регіоні, а самі цехи були оснащені найсучаснішим паровим обладнанням, про час заснування якої поки що немає докладної інформації. Пекарня забезпечувала хлібом Дрогобич, Трускавець та Борислав. 
Розкішний будинок відзначається рідкісним багатством архітектурних форм і декору. Наріжник будівлі акцентований високим шпилястим дахом. У двох півциркульних нішах наріжника – дві алегоричні статуї у вигляді жінок в античному вбранні: «Торгівля» (у капелюсі з крильцями – атрибутом бога торгівлі Гермеса) і «Промисловість» (із зубчастим колесом). Вони символізують ті види людської діяльності, які потребують кредитування. Якщо порівняти сучасний вигляд будівлі та у 1913 р. на листівці Леона Розеншайна, то побачимо, що вона чудово збереглася. Пам’ятка архітектури місцевого значення.
Сьогодні перший та другий поверх вілли Я. Невядомського в основному виконують функцію житла, лише на першому поверсі знаходяться адвокатська контора та фірма “Європласт”. Підвальне приміщення і надалі приносить прибутки своїм власникам, зберігаючи давню традицію чесної торгівлі: на поч. XX ст. — хлібний магазин, в радянський час – відома дрогобицька кнайпа “Мисливський погрібець”, згодом тут діяла модерна кнайпа — “Поганий кіт”. Зараз тут ресторан Osteria Doshka.
У 2018 році на будівлі була встановлена інформаційна таблиця.   